# Айгинское
Айгинское  — озеро на северо-востоке Тюменского района Тюменской области России. Относится к бассейну Иртыша. Расположено в 38 км к восток-северо-востоку от Тюмени, в левобережье реки Тура.

## Характеристика
Площадь озера — 13 км². Высота уреза воды над уровнем моря — 54 метра. Форма водоёма сильно вытянута с запада на восток. Есть несколько перешейков, делящие озеро на отдельные плёсы, наиболее широкий плёс с открытой водой в западной части. Длина озера — 13,8 км, максимальная ширина — 1,5 км в западной части.
Береговая линия умеренно изрезана. Наибольшая глубина в восточной части, западная сильно мелеет. Берега озера заболоченные, поросшие чахлым берёзово-осиновым лесом. На юге, где берег сильно заболочен, вытекает река Айга, левый приток Туры. У её впадения в Туру находится ближайший населённый пункт, село Щербак.
Из рыб в озере обитает только устойчивый к замору карась. Рядом с озером находится Центральная усадьба охотничьего хозяйства. Имеются 2 охотничье-рыболовных базы. На берегах можно встретить следующих представителей фауны: лось, косуля, заяц-беляк, заяц-русак, лисица, колонок, горностай, глухарь, тетерев, рябчик, серая куропатка, водоплавающая и болотная дичь. Водоём испытывает воздействие антропогенных факторов, влияющих на поверхностный сток влаги и насыщение вод минералами, применяемыми в сельском хозяйстве. 